# Niestor Kozin
Niestor Dmitrijewicz Kozin (ros. Нестор Дмитриевич Козин, ur. 15 października?/28 października 1902 we wsi Burkowo-Pokrowskoje w guberni tomskiej (obecnie w rejonie tatarskim w obwodzie nowosybirskim), zm. 11 stycznia 1993 w Barnaule) – radziecki generał major, Bohater Związku Radzieckiego (1945).

## Życiorys
Urodził się w biednej rodzinie chłopskiej. Wcześnie stracił ojca, od 12 roku życia pracował jako robotnik rolny, później jako robotnik na stacji kolejowej. Nie uczęszczał do szkoły, uczył się na kursach likwidacji analfabetyzmu. W maju 1924 został powołany do Armii Czerwonej, w 1925 ukończył szkołę pułkową 35 pułku piechoty 12 Dywizji Piechoty w Omsku, w której następnie był dowódcą oddziału, od października 1926 do 1929 był elewem szkoły piechoty w Omsku, po ukończeniu której został dowódcą plutonu 11 pułku piechoty 4 Dywizji Piechoty Białoruskiego Okręgu Wojskowego w Słucku. Od listopada 1933 do kwietnia 1936 dowodził kompanią 280 pułku piechoty 94 Dywizji Piechoty w Krasnojarsku, potem był pomocnikiem szefa sztabu 281 pułku piechoty tej dywizji w Aczyńsku, później dowódcą batalionu, w lipcu 1940 został przeniesiony do Bijska jako pomocnik dowódcy batalionu na kursach doskonalenia kadry dowódczej Syberyjskiego Okręgu Wojskowego, w grudniu 1940 objął dowództwo batalionu 586 pułku piechoty 107 Dywizji Piechoty. Po ataku Niemiec na ZSRR wraz z dywizją został skierowany z Kraju Ałtajskiego na Front Zachodni w składzie 24 Armii, pod Jelnię, gdzie od 16 lipca 1941 brał udział w walkach, wykazując talent dowódczy. W sierpniu 1941 objął dowództwo 85 pułku piechoty 100 Dywizji Piechoty 24 Armii, uczestniczył w operacji jelnińskiej, za bohaterstwo dowodzony przez niego pułk przemianowano na 2 gwardyjski pułk piechoty, a jego samego odznaczono Orderem Lenina. Później na czele pułku w składzie 21 Armii brał udział w walkach na Froncie Briańskim i Południowo-Zachodnim, a w grudniu 1941 w bitwie pod Moskwą, zadając wrogowi duże straty.
7 marca 1942 został ranny. Po wyleczeniu, w kwietniu 1942 mianowano go dowódcą 8 Dywizji Wojsk NKWD na Froncie Południowo-Zachodnim w rejonie Woroneża; w czerwcu 1942 tę dywizję przemianowano na 63 Dywizję Piechoty. Jako dowódca tej dywizji walczył na Froncie Stalingradzkim i Dońskim, w tym w bitwie pod Stalingradem, zadając Niemcom duże straty i biorąc wielu jeńców oraz zdobywając wiele sprzętu i uzbrojenia. Za zasługi bojowe dowodzona przez niego dywizja 27 listopada 1942 została przemianowana na 52 Gwardyjską Dywizję Piechoty, do lutego 1943 brała udział w likwidacji okrążonej niemieckiej 6 Armii w Stalingradzie. 21 stycznia 1943 otrzymał stopień generała majora. W kwietniu 1943 został ponownie ranny, po wyleczeniu skierowano go do Wyższej Akademii Wojskowej im. Woroszyłowa, w której w kwietniu 1944 ukończył przyśpieszony kurs, po czym został dowódcą 13 Gwardyjskiej Dywizji Powietrznodesantowej (pozostającej w rezerwie), dowodząc nią do końca lipca. W sierpniu-wrześniu 1944 dowodził 189 Dywizją Piechoty 2 Armii Uderzeniowej Frontu Leningradzkiego, po czym powrócił do dowodzenia 52 Gwardyjską Dywizją Piechoty, włączoną w skład 3 Armii Uderzeniowej; dowodził tą dywizją już do końca wojny. Brał udział m.in. w operacji nadbałtyckiej, blokadzie kurlandzkiego zgrupowania przeciwnika, operacji wiślańsko-odrzańskiej i pomorskiej, następnie w operacji berlińskiej. 24 czerwca 1945 wziął udział w Paradzie Zwycięstwa na Placu Czerwonym w Moskwie. W listopadzie 1945 został dowódcą 22 Gwardyjskiej Dywizji Zmechanizowanej w Ałabino w Moskiewskim Okręgu Wojskowym, od listopada 1946 do lutego 1950 dowodził 18 Samodzielną Gwardyjską Brygadą Piechoty w Moskiewskim Okręgu Wojskowym, w 1951 ukończył kursy doskonalenia dowódców dywizji piechoty przy Akademii Wojskowej im. Frunzego. Od lutego 1951 do lutego 1952 był zastępcą dowódcy 87 Korpusu Piechoty w Dalekowschodnim Okręgu Wojskowym w Jużnosachalińsku, od lutego 1952 do stycznia 1954 szefem wydziału sztabu tego okręgu, następnie został zwolniony do rezerwy z powodu stanu zdrowia. Mieszkał w Saratowie, Frunzem (obecnie Biszkek), a od 1955 w Barnaule. Często spotykał się z młodzieżą. W 1975 opublikował wspomnienia.

## Odznaczenia
- Złota Gwiazda Bohatera Związku Radzieckiego (29 maja 1945)
- Order Lenina (trzykrotnie)
- Order Czerwonego Sztandaru (trzykrotnie)
- Order Suworowa II klasy
- Order Wojny Ojczyźnianej I klasy
- Medal „Za obronę Moskwy”
- Medal „Za obronę Stalingradu”
- Medal „Za zwycięstwo nad Niemcami w Wielkiej Wojnie Ojczyźnianej 1941–1945”
- Medal „Za wyzwolenie Warszawy”
- Medal „Za zdobycie Berlina”

I wiele innych.